# Jay-Z
Shawn Corey Carter, més conegut com a Jay-Z, (Brooklyn, 4 de desembre de 1969) és un raper americà. Ha sigut un dels rapers més prolífics i exitosos durant el final de la dècada dels 90 i principis del segle.

## Resum biogràfic
És president de Def Jam, propietari del The 40/40 Club, i a més posseeix part de la franquícia New Jersey Nets de l'NBA. En una llista del 2006 de la MTV recopilada per crítics de hip-hop, Jay-Z va ser catalogat com el quart millor MC de tots els temps, només superat per The Notorius B.I.G., Tupac Shakur i Rakim. Després de la mort de Biggie se'l titlla de comercial. Després de la seva col·laboració en el disc Collision Course junt amb Linkin Park el 2004, el mateix Jay-Z s'ha fet amic íntim de Mike Shinoda i Chester Bennington, integrants d'aquest grup.
Conegut pel seu hàbil ús de les metàfores, les seves capacitats de freestyle, el seu astut joc de paraules i la combinació del hip hop de carrer amb el comercial, Jay-Z es va convertir en un dels rapers més respectats de la indústria abans de retirar-se el 2003.
A través dels seus negocis, Jay-Z es va convertir en el primer multimilionari de hip-hop el 2019. El 1999, va fundar Rocawear, un minorista de roba. L'any 2003 va fundar 40/40 Club, una cadena de bars de luxe. Ambdues empreses es van convertir en corporacions multimilionàries, cosa que li va permetre llançar Roc Nation el 2008. El 2015, va adquirir l'empresa tecnològica Aspiro i va dirigir Tidal, el servei de transmissió de mitjans de la companyia. El 2020, va llançar Monogram, que ven una línia de productes de cànnabis. A partir del 2023, és l'artista musical més ric del món amb un valor net de 2.500 milions de dòlars, segons CNBC.
Jay-Z, un dels artistes musicals més venuts del món amb més de 140 milions de discos venuts, ha guanyat 24 premis Grammy, juntament amb Kanye West, la majoria de premis Grammy de qualsevol raper. Jay-Z té el rècord de més àlbums número u (14) de qualsevol artista en solitari al Billboard 200. Ha estat guardonat amb el Premi President de la NAACP, un Primetime Emmy Award, un Sports Emmy Award, ha estat nominat a un Tony Award. Classificat per Billboard i Rolling Stone com un dels 100 artistes més grans de tots els temps, Jay-Z va ser el primer raper a ser inclòs al Saló de la Fama dels Compositors i el primer raper viu en solitari incorporat a el Saló de la Fama del Rock and Roll. El 2013, Time el va incloure a la seva llista de les "100 persones més influents del món". El 2023, Billboard i Vibe el van nomenar el raper més gran de tots els temps.
És vegà des de principis de 2015, igual que la seva dona, i junts han posat en marxa un servei de menjar vegà a domicili.

## Joventut i educació
Shawn Corey Carter va néixer a Brooklyn, Nova York. Va ser criat a Marcy Houses, un projecte d'habitatge públic al barri de Bedford–Stuyvesant de Brooklyn. El seu pare, Adnis Reeves, va abandonar la família, i Jay-Z i els seus tres germans grans van ser criats per la seva mare, Gloria Carter. Reeves es va reunir i es va reconciliar amb Jay-Z abans de la mort del seu pare el 2003. Jay-Z afirma a la seva lletra que el 1982, als 12 anys, va disparar al seu germà gran a l'espatlla per robar-li les joies.
Va assistir a "Eli Whitney High School" i "George Westinghouse Career and Technical Education High School", ambdues a Brooklyn, i després a "Trenton Central High School" a Trenton, Nova Jersey. No es va graduar i va abandonar durant el seu segon any a "Trenton Central High School". Segons les seves entrevistes i lletres, va vendre cocaïna crack i va rebre tres trets durant aquest període. El seu antic amic va ser condemnat a presó per possessió de drogues i armes.
Segons la seva mare, Jay-Z solia despertar els seus germans a la nit fent uns patrons de tambor a la taula de la cuina. Ella li va comprar un boombox per al seu aniversari, despertant el seu interès per la música, i ell va començar a fer estil lliure i escriure lletres. Conegut com "Jazzy" pel barri, va adoptar més tard el nom artístic "Jay-Z" en homenatge al seu mentor Jaz-O.

## Carrera
Jay-Z es pot escoltar breument en diversos dels primers enregistraments de Jaz-O a finals de la dècada de 1980 i principis de la dècada de 1990, incloent "H.P. Gets Busy", "The Originators" i "Hawaiian Sophie". Jay-Z es va veure embolicat en diverses batalles amb el raper LL Cool J a principis de la dècada de 1990.HipHopDX. Archived from the original on February 3, 2010. Retrieved October 9, 2009. Es va donar a conèixer per un ampli públic en el tall "Show and Prove" de l'àlbum de Big Daddy Kane de 1994 Daddy's Home. Jay-Z va estar conegut com l'home de bombo de Big Daddy Kane durant aquest període, encara que Kane explica que no va omplir el paper d'home de bombo tradicional, sinó que bàsicament estava fent aparicions cameo a l'escenari.
"Quan sortia de l'escenari per anar-me'n canviant de roba, treïa Jay-Z i Positive K i els deixava en estil lliure fins que tornés a l'escenari."
Segons el seu segon vers sobre "99 Problems", publicat el 2003, Jay-Z va ser suposadament aturat per un detectiu de la policia de Nova York el 1994 mentre anava a la I-95, possiblement per buscar drogues al seu cotxe. Es van trucar gossos detectors, però havia passat un altre cotxe policial; Jay-Z va ser deixat anar poc després. Jay-Z va aparèixer en una cançó popular de Big L, "Da Graveyard", i a "Time to Build" de Mic Geronimo, que també va comptar amb les primeres aparicions dels seus antics companys de Murder Inc. Ja Rule i DMX el 1995. El seu primer rap oficial El senzill va ser "In My Lifetime", que va ser llançat amb un vídeo musical que l'acompanya el 1995. També es va produir un vídeo musical inèdit per a la cara B "I Can't Get with That".

## 1995–1997: Dubte raonable i Durant la meva vida, vol. 1
Sense cap segell important per donar-li un contracte discogràfic, Jay-Z va vendre CD gravats fora del seu cotxe, i amb Damon "Dame" Dash i Kareem "Biggs" Burke, va crear Roc-A-Fella Records com a segell independent. el 1995. Després d'arribar a un acord de distribució amb Priority, Jay-Z va llançar el seu àlbum debut de 1996 Reasonable Doubt amb ritmes de productors aclamats com DJ Premier i Super DJ Clark Kent i una aparició de The Notorious B.I.G. L'àlbum va arribar al número 23 del Billboard 200, i en general va ser afavorit per la crítica. Aquest àlbum s'inclourà més tard als 500 millors àlbums de tots els temps de Rolling Stone com el número 248 i finalment assoliria l'estatus de platí.
Després d'arribar a un nou acord de distribució d'etiquetes amb Def Jam el 1997, Jay-Z va llançar el seu seguiment In My Lifetime, Vol. 1. Produït per Sean "Puff Daddy" Combs, es va vendre més que el seu llançament anterior. Jay-Z va explicar més tard que l'àlbum es va fer durant un dels pitjors períodes de la seva vida quan es trobava amb la mort del seu proper amic, The Notorious B.I.G. L'àlbum va ser una revelació personal per a Jay-Z, ja que va explicar les històries de la seva difícil educació. La brillant producció de l'àlbum va contrastar amb el seu primer llançament, i alguns fans dedicats van sentir que s'havia "esgotat". Tanmateix, l'àlbum va comptar amb alguns ritmes de productors que havien treballat amb ell a Reasonable Doubt, a saber, DJ Premier i Ski. Igual que el seu predecessor, "In My Lifetime", Vol. 1 va obtenir l'estatus de platí als Estats Units.

## 1998–2000: Vol. 2..., Vol. 3... i La dinastia
El 1998, Jay-Z va publicar Vol. 2... Hard Knock Life que va generar el major èxit de la seva carrera en aquell moment, "Hard Knock Life (Ghetto Anthem)". Va confiar més en el flux i els jocs de paraules, i va continuar amb la seva afició per extreure els ritmes dels productors populars de l'època com Swizz Beatz, un productor intern de Ruff Ryders i Timbaland. Altres productors van incloure DJ Premier, Erick Sermon, The 45 King i Kid Capri. Els èxits d'aquest àlbum inclouen "Can I Get A...", amb Ja Rule i Amil, i "Nigga What, Nigga Who", amb Amil i Jaz-O. Vol. 2 es convertiria finalment en l'àlbum de més èxit comercial de Jay-Z; va ser certificat 5 × platí als Estats Units i fins ara ha venut més de cinc milions de còpies. [46] L'àlbum va guanyar un premi Grammy, encara que Jay-Z va boicotejar la cerimònia protestant pel fracàs de DMX per obtenir una nominació als Grammy i la decisió de l'acadèmia de no emetre categories de música urbana.
El 1999, Jay-Z va col·laborar amb Mariah Carey a "Heartbreaker", una cançó del seu setè àlbum, Rainbow. La cançó es va convertir en la primera llista de Jay-Z als Estats Units, passant dues setmanes al capdavant del Billboard Hot 100. En aquest mateix any, Jay-Z va llançar Vol. 3... Vida i temps de S. Carter. L'àlbum va tenir èxit i va vendre més de 3 milions de còpies. Vol. El senzill més reeixit de 3 va ser "Big Pimpin", amb UGK.
L'any 2000, Jay-Z va llançar The Dynasty: Roc La Familia, que originalment estava pensat per convertir-se en un àlbum recopilatori per als artistes de Roc-A-Fella, però Def Jam es va convertir en un àlbum de Jay-Z. L'àlbum va ajudar a presentar els productors nouvinguts The Neptunes, Just Blaze, Kanye West i Bink, que han aconseguit un èxit notable. Aquest també és el primer àlbum on Jay-Z utilitza un so més soul que els seus àlbums anteriors. La dinastia va vendre més de dos milions d'unitats només als Estats Units.

## 2001–2002: Feud amb Nas, The Blueprint i The Blueprint2
Després de visitar el sud de França, Jay-Z va anunciar el treball en el seu vuitè àlbum d'estudi The Black Album a l'obertura del 40/40 Club. Va treballar amb diversos productors com Just Blaze, The Neptunes, Kanye West, Timbaland, Eminem, DJ Quik, 9th Wonder, The Buchanans i Rick Rubin. Les cançons destacades de l'àlbum inclouen "What More Can I Say", "Dirt Off Your Shoulder", "Change Clothes" i "99 Problems". The Black Album ha venut més de 3 milions de còpies als Estats Units Jay-Z va col·laborar amb R. Kelly i va publicar un àlbum d'estudi col·laboratiu, "The Best of Both Worlds".
El 25 de novembre de 2003, Jay-Z va celebrar un concert, anunciat com una "festa de jubilació" al Madison Square Garden de la ciutat de Nova York, que més tard seria el focus de la seva pel·lícula Fade to Black. Tota la recaptació es va destinar a la caritat. Altres intèrprets van incloure col·laboradors com The Roots (en forma de la seva banda de suport), Missy Elliott, Memphis Bleek, Beanie Siegel, Freeway, Mary J. Blige, Beyoncé, Twista, Ghostface Killah, Foxy Brown, Pharrell Williams i R. Kelly amb aparicions especials de Voletta Wallace i Afeni Shakur, les mares de The Notorious B.I.G. i Tupac Shakur, respectivament. Mentre que Jay-Z havia donat fe d'una retirada de la creació de nous àlbums d'estudi, aviat van seguir diversos projectes secundaris i aparicions. S'hi inclouen un disc de grans èxits, així com el llançament i la gira d'Unfinished Business, el segon àlbum col·laboratiu entre Jay-Z i R. Kelly.
El 2004, Jay-Z va col·laborar amb el grup de rock Linkin Park, en el qual van llançar el seu EP de remix col·laboratiu Collision Course, que va incloure mashups de les cançons dels dos artistes, així com un DVD de concert. L'únic senzill de l'àlbum, "Numb/Encore", va guanyar un Grammy a la millor col·laboració rap/cantada, i es va interpretar amb Linkin Park en directe als Grammy, amb una aparició especial de Paul McCartney, que va afegir versos de la cançó " Ahir". L'EP va vendre més d'un milió de còpies als Estats Units Jay-Z va ser el productor executiu de The Rising Tied, l'àlbum debut de Fort Minor, el projecte secundari de hip hop del raper de Linkin Park Mike Shinoda. Jay-Z també planejava retirar-se el 2004.
Més tard, el 2004, Jay-Z va ser nomenat president de Def Jam Records, la qual cosa va portar a Jay-Z, Dash i Biggs a vendre els seus interessos restants en Roc-A-Fella Records i Jay-Z a prendre el control de les dues companyies. S'ha informat que aquest moviment important de la indústria va ser motivat per desacords entre Jay-Z i Dash sobre quina direcció podria emprendre Roc-A-Fella. La divisió anunciada entre Jay-Z, Dash i Biggs va fer que els antics socis s'enviessin cops entre ells a les entrevistes.

## 2005–2007: Kingdom Come i American Gangster
El 27 d'octubre de 2005, Jay-Z va encapçalar el concert anual Power 105.1 de Nova York, Powerhouse. El concert es va anomenar "I Declare War" que va provocar una intensa especulació durant les setmanes anteriors a l'esdeveniment sobre qui exactament Jay-Z declararia la guerra. Com que abans havia "declarat la guerra" a altres artistes que li fessin fotografies líriques en altres esdeveniments, molts creien que l'espectacle Powerhouse representaria un assalt total de Jay-Z contra els seus rivals. El tema del concert va ser la posició de Jay-Z com a president i conseller delegat de Def Jam, amb una maqueta a l'escenari de l'oficina oval. Molts artistes van fer aparicions com l'antiga llista d'artistes de discos Roc-A-Fella, així com Ne-Yo, Teairra Marí, T.I., Young Jeezy, Akon, Kanye West, Paul Wall, The LOX i Diddy.
En acabar el concert, Jay-Z va posar molts arguments per a la sorpresa dels fans del hip hop. El desenvolupament més significatiu d'aquest espectacle va ser el tancament de la infame rivalitat de hip hop entre Jay-Z i Nas. Els dos antics rivals es van donar la mà i van compartir l'escenari junts per interpretar "Dead Presidents" de Jay-Z combinat amb la cançó de Nas "The World is Yours".
Jay-Z va tornar amb el seu àlbum de retorn el 21 de novembre de 2006, titulat "Kingdom Come". El senzill de tornada de Jay-Z, "Show Me What You Got", es va filtrar a Internet a principis d'octubre de 2006, programat per a ser llançat a finals d'aquell mes, va rebre una gran difusió després de la seva filtració, fet que va fer que l'FBI intervingués i investigués. Jay-Z va treballar amb el director de vídeo Hype Williams, i el vídeo del senzill va ser dirigit per F. Gary Gray. L'àlbum compta amb la producció de Just Blaze, Pharrell, Kanye West, Dr. Dre i Chris Martin de Coldplay (single titulat "Beach Chair"). La primera setmana va veure 680.000 vendes del CD, que "Entertainment Weekly" va dir que va ser "el total més alt d'una setmana en la carrera de Jay durant una dècada". Aquest àlbum ha venut 2 milions de còpies als Estats Units. Jay-Z va col·laborar amb R. Kelly i va publicar un àlbum d'estudi col·laboratiu, "The Best of Both Worlds".
Jay-Z va llançar el seu desè àlbum titulat "American Gangster" el 6 de novembre de 2007. Després de veure la pel·lícula homònima de Ridley Scott, Jay-Z es va inspirar molt per crear un nou àlbum "conceptual" que descriu les seves experiències com a corredor de carrer. L'àlbum no és la banda sonora oficial de la pel·lícula, encara que va ser distribuït per Def Jam. "American Gangster" de Jay-Z representa la seva vida en correlació amb la pel·lícula "American Gangster". Al començament del primer senzill de l'àlbum, "Blue Magic", Jay-Z ofereix el manifest d'un distribuïdor mentre fa referències a figures polítiques de finals dels anys vuitanta amb la lletra: "Blame Reagan for make me to into a monster, blame Oliver North and Iran-Contra, vaig executar contraban que van patrocinar, abans que aquestes coses de rima que estàvem en concert." També destaca el vídeo musical de "Blue Magic" Jay-Z amb bitllets de 500 €; El professor de la Harvard Business School, Rawi Abdelal, va qualificar això d'un "punt d'inflexió en la resposta de la cultura pop nord-americana a la globalització". L'àlbum ha venut 1 milió de còpies als Estats Units. Jay-Z va col·laborar amb R. Kelly i va publicar un àlbum d'estudi col·laboratiu, "The Best of Both Worlds". L'1 de gener de 2008, Jay-Z va dimitir com a president de Def Jam.

## 2008–2011: The Blueprint 3 i Watch the Throne

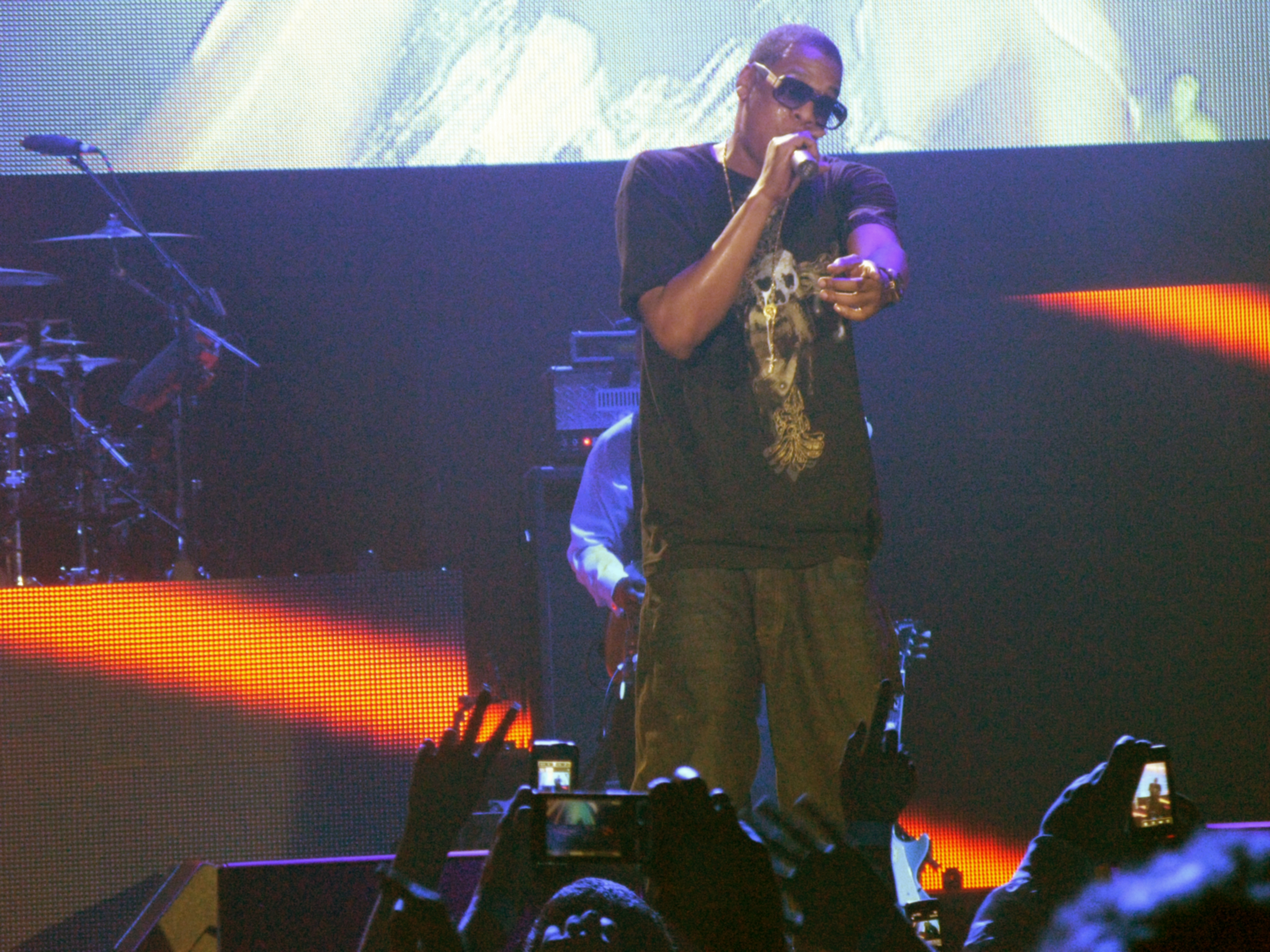
Jay-Z actuant el 2008

A l'hivern de 2008, es va anunciar que Jay-Z es convertiria en el primer gran artista de hip-hop a encapçalar el festival de Glastonbury britànic. Les entrades es van esgotar ràpidament. L'antic cap de cartell Noel Gallagher d'Oasis va condemnar els organitzadors del festival per haver escollit Jay-Z per encapçalar un festival tradicionalment impulsat per la guitarra.
"Ho sento, però Jay-Z?" va preguntar Gallagher, jurant. "No hi ha cap possibilitat. Glastonbury té una tradició de música de guitarra, saps què vull dir? I fins i tot quan llencen boles de corbes estranyes un diumenge a la nit, dius: "Kylie Minogue? No ho sé". sobre això', saps què vull dir?—però no estic fent hip hop a Glastonbury, de cap manera, no, no. Està malament."
 A mesura que va augmentar la controvèrsia, Jay-Z va respondre:
"No ho fem". No toquem guitarres, Noel, però el hip hop ha posat la seva feina com qualsevol altra forma de música. Aquest espectacle de capçalera és només una progressió natural. La música rap encara està evolucionant. Hem de respectar el gènere musical dels altres i avançar".
 Jay-Z va obrir el seu plató de Glastonbury amb una versió idiota de l'emblemàtica cançó d'Oasis "Wonderwall", i va oferir una actuació anunciada com una resposta reeixida a les crítiques prèvies al festival.

També va encapçalar molts altres festivals d'estiu el 2008, incloent el Festival de Roskilde a Dinamarca, Festival Hove a Noruega i el Festival O2 Wireless a Londres. Durant el concert de Kanye West del 6 d'agost de 2008, al Madison Square Garden, Jay-Z va sortir a interpretar una nova cançó i ell i West van proclamar que seria a "The Blueprint 3". El 21 de maig de 2009, Jay-Z va anunciar que es separaria de Def Jam i havia arribat a un acord multimilionari per signar amb Live Nation, amb qui començaria la seva empremta Roc Nation que serviria com a rècord. segell, agència de talent/gestió i empresa d'edició musical i també es va associar amb l'equip de producció Stargate per crear un segell discogràfic anomenat StarRoc. L'11è àlbum d'estudi de Jay-Z, The Blueprint 3, s'havia de llançar originalment l'11 de setembre de 2009, però en canvi es va publicar a Amèrica del Nord el 8 de setembre de 2009, a causa de la creixent expectació. El seu llançament internacional va seguir el 14 de setembre. És el seu 11è àlbum a assolir el número 1 del Billboard 200 i va superar l'anterior rècord d'Elvis Presley, convertint-lo en l'actual posseïdor del rècord d'artista solista. El 9 d'octubre de 2009, Jay-Z va iniciar la seva gira de "The Blueprint 3", durant la qual va donar suport al seu nou àlbum a Amèrica del Nord. En una ressenya de Shave Magazine sobre la seva actuació al Rexall Place d'Edmonton, Jake Tomlinson va expressar que 
"Va ser el tipus d'actuació suau que esperaries de la superestrella del hip-hop".
 La ressenya va donar a aquesta actuació 4 estrelles. La seva gira nord-americana va continuar fins al 22 de novembre de 2009. En el seu concert el 8 de novembre de 2009, al Pauley Pavilion de la UCLA, Rihanna es va unir a ell a l'escenari i va interpretar "Hard" per primera vegada, després va interpretar "Run This Town" amb Jay-Z. Entre els seus èxits, Jay-Z s'ha aventurat a produir espectacles de Broadway. Juntament amb Jada Pinkett Smith i Will Smith, Jay-Z va ajudar a produir l'obra "Fela!", un musical que celebra el treball de la difunta estrella nigeriana Fela Kuti. Jay-Z va dir que es va inspirar pel poder de l'obra de Kuti i la història de la seva vida, cosa que va provocar el seu interès per ajudar a produir el musical. Fela! és una història sobre un pioner i activista polític africà que va fer els seus primers moviments en escena durant la dècada de 1970.
El 23 de gener de 2010, Jay-Z va llançar una cançó, "Stranded (Haiti Mon Amour)", amb Rihanna, i Bono and The Edge d'U2, a més de la interpretar a la teletó Hope For Haiti Now. El juny de 2010, Eminem i Jay-Z van anunciar que actuarien junts en un parell de concerts a Detroit i Nova York. L'esdeveniment es va anomenar "The Home & Home Tour". Els dos primers concerts es van esgotar ràpidament, el que va provocar la programació d'un espectacle addicional a cada lloc. Jay-Z va ser l'acte secundari d'U2 en la etapa australiana i neozelandesa del seu U2 360° Tour, començant a Auckland, Nova Zelanda, el novembre de 2010, seguit de Melbourne, Sydney, Brisbane i Perth al desembre. Jay-Z també va aparèixer a l'escenari durant les actuacions d'U2 de "Sunday Bloody Sunday", i a Auckland també en un EP de cinc cançons titulat "Watch the Throne", encara que després West va revelar que el projecte s'havia convertit en un LP de llarga durada. Les sessions d'enregistrament de l'àlbum es van dur a terme en diversos llocs de gravació i van començar el novembre de 2010. El primer senzill llançat per al projecte va ser "H•A•M". La cançó va ser coproduïda per Lex Luger i el mateix West. El tema va acabar sent a l'edició de luxe de l'àlbum. El seguiment d'això va ser el segon senzill "Otis", que es va estrenar al programa de ràdio Hot 97 de Funkmaster Flex, i més tard va ser llançat al iTunes Store onze dies després. L'existència de la cançó, juntament amb diverses altres cançons de l'àlbum, es va confirmar durant una sessió d'escolta organitzada per Jay-Z. L'àlbum es va publicar per primera vegada aliTunes Sto, cinc dies abans de ser llançat en format físic, una estratègia que Jay-Z va dir més tard que es va utilitzar per bloquejar una filtració d'Internet. Va debutar al número 1 del iTunes Sto a 23 països. També va batre el rècord de Coldplay de la majoria d'àlbums venuts en una setmana al minorista en línia, venent 290.000 còpies només a iTunes. Va mantenir aquest rècord fins que el "Tha Carter IV" de Lil Wayne va ser llançat vint-i-un dies després, venent 10.000 còpies més. Va debutar a la llista Billboard 200 dels Estats Units al número 1, venent 436.000 còpies en la seva primera setmana. L'àlbum va rebre crítiques generalment positives. Jay-Z i West més tard van oferir una interpretació sorpresa d'"Otis" als MTV Video Music Awards 2011.

## 2012–2016: Carta Magna Sant Grial i altres empreses

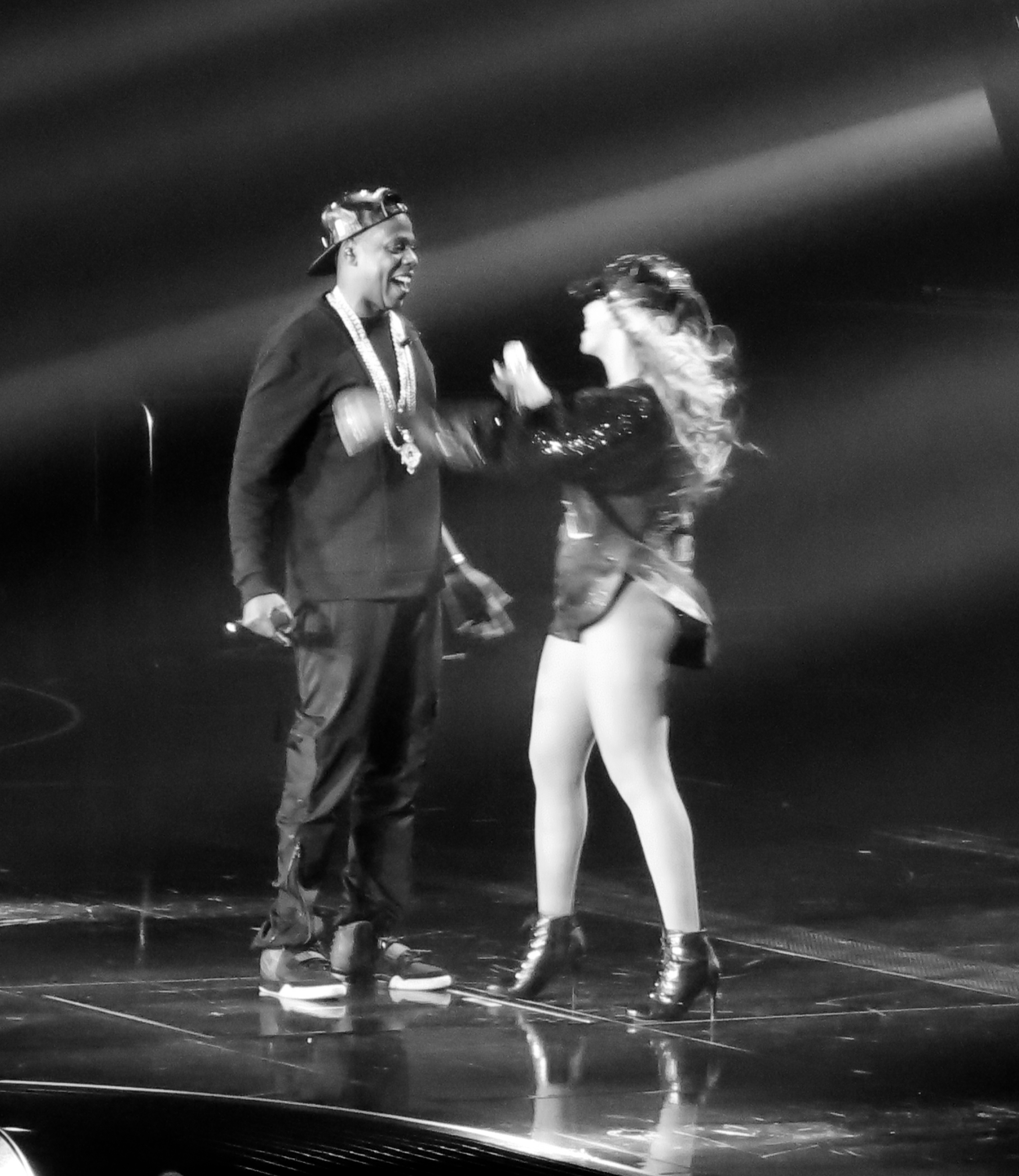
Jay-Z i la seva dona Beyoncé després de la seva interpretació de "Tom Ford" a The Mrs. Carter Show World Tour el 2013

Jay-Z va col·laborar amb M.I.A en el seu senzill "XXXO", que va aconseguir un bon nivell d'èxit i va ser remezclat per diversos productors d'arreu del món. El maig de 2012, Jay-Z i l'antic alcalde de Filadèlfia Michael A. Nutter van anunciar Jay-Z com a comissari i cap de cartell del primer festival anual "Budweiser Made in America" al Fairmount Park de Filadèlfia els dies 1 i 2 de setembre de 2012. L'actuació va ser produïda per Live Nation i va reunir una formació eclèctica de músics de "rock, hip hop, R&B, música llatina i dansa". Jay-Z i Rihanna van ser els dos actes principals del festival de música "Hackney Weekend 2012" de la BBC Radio 1 del 23 al 24 de juny. Jay-Z va obrir el seu plató amb una aparició de Rihanna, van interpretar "Run this Town". El 6 de setembre es va estrenar "Clique", un senzill del disc "Cruel Summer", de GOOD Music. Kanye West i Big Sean van protagonitzar al costat de Jay-Z a la pista. Jay-Z va agafar el metro per anar al seu espectacle exhaurit al Barclays Center el 6 d'octubre de 2012. El 12 de novembre de 2012, Coldplay va anunciar que tocarien amb Jay-Z al Barclays Center de Brooklyn el 31 de desembre.

El 23 de setembre de 2010, Q-Tip va confirmar treballant en l'àlbum de seguiment de Jay-Z a "The Blueprint 3", dient que l'àlbum arribaria a les botigues a la primavera de 2011. El maig de 2012 es va informar que Jay-Z treballaria en música nova amb el productor de Roc Nation Jahlil Beats. Beats va dir a la revista XXL:
"Jo i en Jay-Z hem anat i tornant. Va triar un parell de les meves articulacions en les quals està treballant. Ni tan sols vull dir massa sobre Jay, però definitivament estem treballant en algunes coses. ni tan sols li he enviat un munt de ritmes. Li he enviat les meves coses preferides. Em va donar un cop de seguida com: "Jo, m'hi posaré en això" o "M'agrada això".
El L'àlbum va estar nomenat un dels àlbums més esperats del 2013 per Complex Magazine, MTV i XXL. La producció vindria de Jahlil Beats, Kanye West, Rick Rubin, Swizz Beatz, Timbaland i Pharrell Williams. Jay-Z també va aparèixer al single de retorn de Justin Timberlake "Suit & Tie" del seu tercer àlbum d'estudi "The 20/20 Experience", la cançó en si va ser produïda tant per Jay-Z com per l'amic comú de Timberlake, Timbaland. Timberlake i Jay-Z es van embarcar en el co-cap de cartell "Legends of the Summer Stadium Tour". Durant el cinquè partit de les Finals de l'NBA de 2013, Carter va anunciar el seu dotzè àlbum d'estudi, "Magna Carta Holy Grail", i va ser llançat el 4 de juliol de 2013. Poc després, Jay-Z va confirmar que el guionet del seu nom artístic es deixaria fora, i estilitzat oficialment amb totes les majúscules. "Magna Carta Holy Grail" va debutar al número u del Billboard 200 i va vendre 528.000 còpies en la seva primera setmana, la qual cosa va evitar el seu debut previst en el rang de 350.000 a 400.000. El desembre de 2013, es va anunciar que Jay-Z havia rebut nou nominacions als premis Grammy 2014, més que qualsevol altre artista. Jay-Z va aparèixer al cinquè àlbum d'estudi homònim de la seva dona Beyoncé; Beyoncé, amb una funció a la cançó "Drunk in Love". Van interpretar aquesta cançó junts a l'obertura de la 56a edició dels Premis Grammy. La cançó i el seu àlbum que l'acompanya després guanyarien tres premis Grammy, inclòs la millor interpretació de R&B a la cerimònia del 2015.
El 2016, va guanyar una demanda per la cançó "Made in America" amb Kanye West amb Frank Ocean contra Joel McDonald.

## 2017-present: 4:44 i Tot és amor

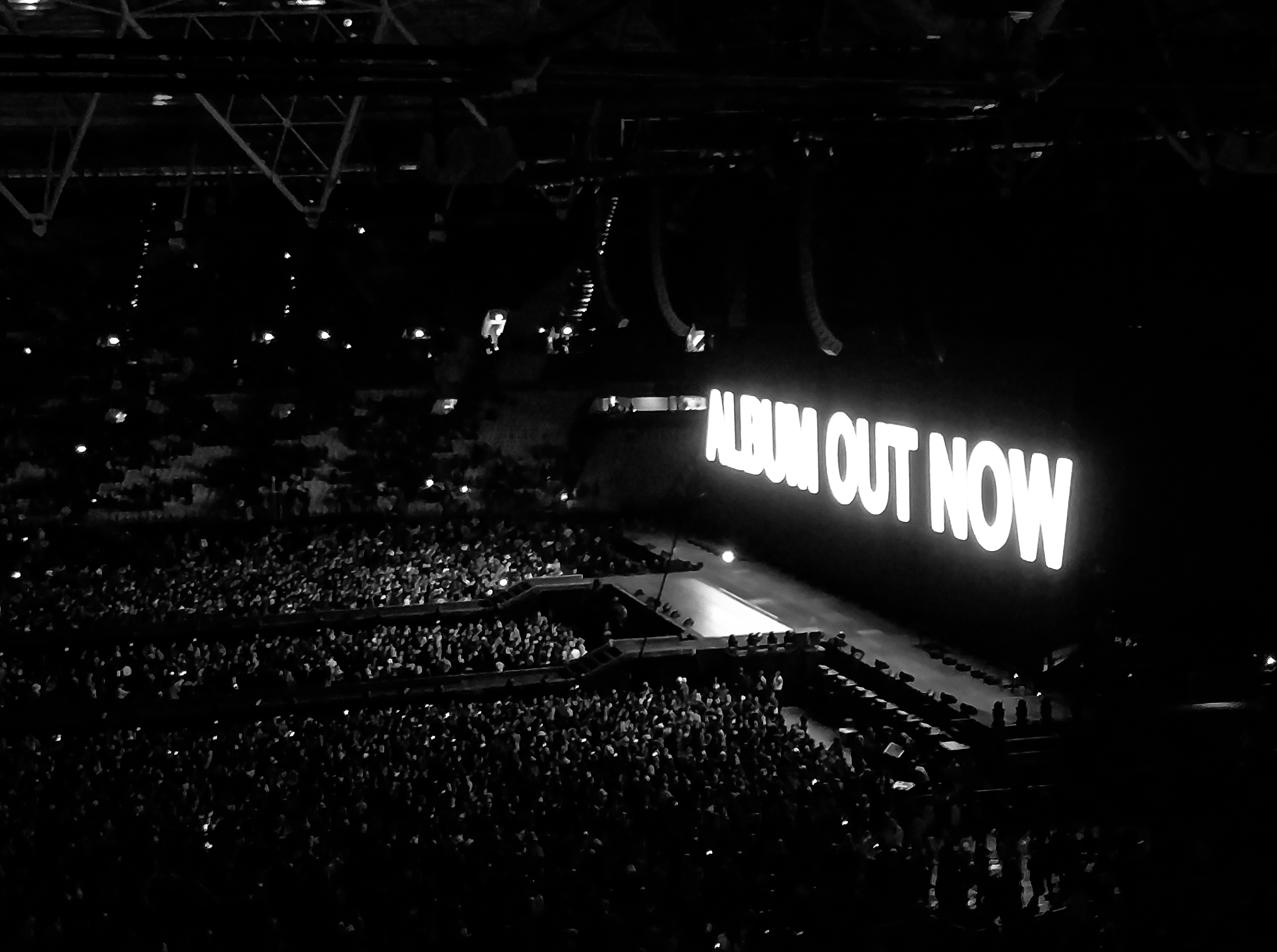
Jay-Z anunciant l'àlbum Everything Is Love a Londres el 2017

A principis de juny de 2017, es van mostrar cartells a la ciutat de Nova York i Los Angeles, i es van col·locar banners publicitaris a Internet promocionant un projecte relacionat amb Tidal titulat 4:44 '. Durant les finals de l'NBA el 7 de juny es va emetre un anunci teaser amb els actors Mahershala Ali, Lupita Nyong'o i Danny Glover en un vídeo d'un minut, que acaba en "4:44 – 6.30.17, exclusivament a Tidal". El 18 de juny, es va confirmar que el projecte era un nou àlbum de Jay-Z, i es va publicar un clip amb una cançó titulada "Adnis" a la pàgina de YouTube de Sprint.
4:44 es va publicar a través de Roc Nation i Universal Music Group, com a exclusiva per als clients de Sprint i Tidal. L'àlbum és el primer d'una sèrie planificada d'exclusives musicals de l'associació Sprint-Tidal. Durant un breu temps, el 2 de juliol, l'àlbum va estar disponible per a la seva descàrrega digital gratuïta al lloc de Tidal. El 7 de juliol es va publicar una edició física, que inclou tres temes addicionals. El mateix dia, l'àlbum es va posar a disposició d'altres plataformes de streaming, com ara Apple Music, Google Play Music i Amazon Music.
L'àlbum va rebre una àmplia acceptació de la crítica, que va elogiar el seu contingut emocional i personal. El 5 de juliol, l'àlbum va ser certificat platí per la Recording Industry Association of America (RIAA), en reconeixement d'un milió de còpies comprades per Sprint i oferts als consumidors com a descàrregues gratuïtes. Va debutar al número u del Billboard 200 dels Estats Units, convertint-se en el 13è àlbum d'estudi consecutiu de Jay-Z en el primer lloc de la llista. L'àlbum va generar dos senzills, la cançó principal "4:44" i "Bam", així com diversos vídeos musicals, dirigits per una varietat de col·laboradors d'alt perfil. L'àlbum va rebre una nominació al premi Grammy com a Àlbum de l'any, mentre que la cançó principal va ser nominada a Cançó de l'any i "The Story of O.J". Va ser nominada com a Registre de l'Any a la 60a edició dels Premis Grammy.
El 6 de juny de 2018, Jay-Z i Beyoncé van iniciar la gira "On the Run II" a Cardiff, Regne Unit. Deu dies després, a la seva darrera actuació a Londres, la parella va presentar "Everything Is Love", el seu àlbum d'estudi conjunt molt esperat, acreditat amb el nom de "The Carters". La parella també va llançar el vídeo del senzill principal de l'àlbum, "Apeshit", al canal oficial de YouTube de Beyoncé. La cançó va guanyar dos premis de vuit nominacions als MTV Video Music Awards 2018.
El 2021, Jay-Z va ser inclòs al Rock and Roll Hall of Fame juntament amb el seu company de raper LL Cool J. També va aparèixer a la cançó "Jail" de l'àlbum "Donda" de Kanye West del 2021, que va guanyar el premi Grammy a la millor cançó de rap als 64è premis Grammy anuals i a la cançó "Love All" de Drake del 2021. àlbum Certified Lover Boy.
El 2022, el seu primer llargmetratge va ser una col·laboració amb el raper Pusha T, "Neck & Wrist" amb Pharrell Williams de l'àlbum de Pusha T, "It's Almost Dry". La seva funció va ser succeïda per una aparició de convidat de quatre minuts a la cançó del títol de l'àlbum de DJ Khaled, "God Did". També va rebre el premi Primetime Emmy a l'especial de varietats excepcionals (en directe), com a productor de l'espectacle de mig temps del Super Bowl LVI.

## Estil musical
Influències

Jay-Z diu que la seva primera exposició a la música va ser a través de la col·lecció de discos dels seus pares, que era majoritàriament d'artistes de soul com Marvin Gaye i Donny Hathaway. Diu:
"Vaig créixer al voltant de la música, escoltant tot tipus de gent... M'agrada la música que té ànima, ja sigui rap, R&B, música pop, el que sigui. Sempre que pugui sentir la seva ànima a través d'ella. la cera, això és el que realment escolto."
 Sovint utilitza fragments d'aquests artistes com a mostres en el seu treball, especialment en les produccions de Kanye West incloses a The Blueprint.

## Tècnica de rap
Royce da 5'9" i Fredro Starr d'Onyx descriuen l'èmfasi de Jay-Z en el flux al llibre How to Rap; Starr diu que Jay-Z és "un mestre del flux: pot fluir ràpid, pot fluir lentament". El llibre descriu com Jay-Z utilitza "repòs" per estructurar un vers i com fa servir "enllaç parcial" per afegir més rimes a un vers. Es descriu l'estil primerenc de Jay-Z. de Vibe com "un estil estigí i de tipus Das EFX" en el seu senzill de 12 "Can't Get With That", referint-se als ritmes ràpids i el lliurament vocal del grup Das EFX. També és conegut per escriure lletres al seu cap, tal com descriu Pusha T de Clipse a How to Rap, un estil popular entre molts MC com The Notorious B.I.G., Everlast Bobby Creekwater i Guerilla Black. Shock G de Digital Underground descriu l'estil d'actuació en directe de Jay-Z, dient que 
"poques vegades fa suar i, en canvi, utilitza suavitat i jocs de paraules intel·ligents per mantenir el públic interessat i entretingut".
 La tècnica de rap ràpid de Jay-Z, també coneguda com la "rima tripleta", es va desenvolupar durant els seus primers anys de creació de música amb l'antic mentor Jaz-O.

## Carrera empresarial
Jay-Z també s'ha consolidat com un empresari d'èxit amb un imperi empresarial que abasta una varietat d'indústries des de línies de roba, begudes, béns arrels, equips esportius i discogràfiques. En una entrevista, va afirmar que "les meves marques són una extensió de mi. Estan a prop meu. No és com executar GM, on hi ha sense vincle emocional."

## Rocawear
Jay-Z i Damon Dash són els fundadors de la marca de roba urbana Rocawear. Rocawear té línies de roba i complements per a home, dona i nens. Jay-Z es va fer càrrec de la línia a principis de 2006 després d'una baralla amb Dash. El març de 2007, Jay-Z va vendre els drets de la marca Rocawear a "Iconix Brand Group" per 204 milions de dòlars. Conserva la seva participació en l'empresa i continua supervisant el màrqueting, les llicències i el desenvolupament del producte.

## Reebok
Jay-Z es va convertir en el primer raper de la història de Reebok a avalar el calçat de la companyia, signant un acord de suport de tres anys. Més tard va aparèixer en una col·lecció de Reebok del 2003 anunciant la seva col·lecció S. Carter. Més tard aquell any, ell i frenemy 50 Cent van aparèixer en un anunci per promocionar els seus calçats S. Carter i G-Unit per a l'empresa, amb una cançó produïda per Just Blaze feta per a ella.
El 2006, l'acord de Jay-Z amb Reebok va expirar sense renovació.

## Begudes alcohòliques

### Begudes alcohòliques
El 2014, Jay-Z va invertir 200 milions de dòlars en xampany Armand de Brignac, propietat en aquell moment de Sovereign Brands, una empresa de vins i licors amb seu a Nova York, per una participació del 100%, convertint-se en el segon alcohòlic, adquisició de productes a la seva cartera d'inversions financeres. La marca és coneguda per la seva popularitat amb un alt perfil artistes com les ampolles d'or que sovint es refereixen als mitjans.
Jay-Z és el director de comarca de Budweiser Select i col·labora amb l'empresa en programes de màrqueting estratègic i desenvolupament d'anuncis creatius. Proporciona direcció sobre programes de marca i anuncis que apareixen a la televisió, la ràdio, la premsa escrita i esdeveniments d'alt perfil.

## Tecnologia
El març de 2015, Jay-Z va completar l'adquisició de 56 milions de dòlars d'Aspiro, una empresa de tecnologia multimèdia noruega que opera el servei de reproducció de música basat en subscripció Tidal, que està en funcionament des de l'octubre de 2014. El servei de música va ser adquirit a través de la seva empresa Project Panther Bidco Ltd. (una entitat propietat indirecta de S. Carter Enterprises de Jay-Z, una empresa que tenia interessos en les principals companyies internacionals de música, mitjans i entreteniment). El servei de música combina àudio i vídeos musicals amb una editorial curada. La idea principal del servei és retornar les principals fonts d'ingressos als mateixos artistes de la música, ja que es va afirmar la idea d'una plataforma de transmissió de propietat de l'artista per "restaurar el valor de la música llançant un servei propietat d'artistes". Jay-Z actualment [quan?] és un accionista important de l'empresa.
El juliol de 2015, Carter va fer una inversió important a JetSmarter, una aplicació que ajuda a la gent a reservar vols d'avió executiu privat. L'aplicació va ser creada per Sergey Petrossov.

## Indústria de la música
De 2005 a 2008, Jay-Z va ser president de Def Jam Recordings. Sota el lideratge de Jay-Z, Def Jam va llançar les exitoses carreres dels cantants de R&B contemporanis Rihanna i Ne-Yo. A finals de 2007, després de llançar "American Gangster, Jay-Z va decidir no renovar el seu contracte com a president i CEO de Def Jam per tal de començar el seu nou "Live Nation Entertainment" empresa, "Roc Nation".
L'abril de 2011, es va informar que Jay-Z havia superat els executius d'Universal Music i Jive Records per adquirir el segell discogràfic independent "Block Starz Music".

## Negoci esportiu
Durant una dècada (2003-2013), Jay-Z va gaudir del seu paper com a copropietari de l'equip de l'NBA de Brooklyn Nets, després d'haver pagat un milió de dòlars per la seva quota, que va disminuir el seu valor a 350.000 dòlars l'abril de 2013, segons Forbes. la valoració de l'equip de la revista. Va animar el trasllat de l'equip al Barclays Center de Brooklyn (des de Nova Jersey) la temporada 2012-2013, moment en què l'equip va prendre el sobrenom dels Brooklyn Nets.
El 18 d'abril de 2013, Jay-Z va anunciar oficialment a través del seu lloc web "Life + Times" en un comunicat de premsa que renunciaria a la seva propietat als Brooklyn Nets. Les accions van ser finalment venudes al cantant, raper, actor i empresari Will Pan, fent de Pan el primer nord-americà d'origen taiwanès a posseir una franquícia esportiva professional dels Estats Units. [177][178] Jay-Z va citar els antecedents atlètics de Pan (va ser capità d'equip del seu equip de bàsquet de secundària i va jugar a la universitat), la seva multitud d'estils musicals, la seva influència a la comunitat taiwanesa americana i la seva perspicacia empresarial i cartera (inclòs ser el fundador). i director executiu de l'empresa de programari Camigo Media i cofundador de la botiga de roba de carrer N.P.C [New Project Center]), com a motius pels quals la seva oferta va tenir èxit.
El setembre de 2013, la seva participació al Barclays Center es va vendre per 1,5 milions de dòlars.
El 2 d'abril de 2013, ESPN va informar dels plans de Jay-Z per llançar la seva pròpia agència esportiva, "Roc Nation Sports", centrada en la representació de diversos atletes professionals. El grup de gestió esportiva és una associació amb Creative Artists Agency. [180] En conjunció amb el llançament de l'agència, el segon base dels New York Yankees, Robinson Canó, va deixar l'agent Scott Boras per signar amb la companyia. ESPN també va esmentar que el mateix Jay-Z planejava ser un agent esportiu certificat, primer en el beisbol i, finalment, en el bàsquet i el futbol. Per representar els clients al bàsquet, hauria de renunciar a la seva petita part dels Brooklyn Nets.
L'octubre de 2005, es va informar als mitjans anglesos que considerava comprar una participació de l'Arsenal F.C., un equip de futbol anglès. A través de la seva empresa conglomerada "Gain Global Investments Network LLC", tenia un interès estimat entre el 2 i el 7% en el consorci "Aqueduct Entertainment Group" (AEG), que el gener de 2010 es va adjudicar un contracte per explotar un racó de 4.500 màquines escurabutxaques a l'"Aqueduct Racetrack". Pista de curses. Jay-Z es va interessar en el projecte després que el governador de Nova York, David Paterson, que va adjudicar el contracte, digués que havia d'haver un component d'acció afirmativa a la propietat. Jay-Z va ser abordat inicialment pel magnat del casino Steve Wynn, que també estava licitant el contracte. El 9 de març de 2010, Jay-Z i Flake es van retirar del projecte, i Paterson va rebutjar tenir més implicació.

## Mitjans de comunicació
El 5 d'abril de 2011, Jay-Z va llançar la revista en línia de cultura i estil de vida popular "Life + Times". Inclou contingut que mostra els seus gustos de gamma alta en roba, electrodomèstics i cotxes. El disseny del lloc està orientat estèticament a la població demogràfica masculina jove amb mobilitat ascendent, amb publicacions relacionades amb esports i música que acompanyen les sobre moda i disseny. Entre el contingut musical hi ha la sèrie Decoded, originada a partir de les memòries de Jay-Z del mateix nom i amb un raper selecte que desxifra les seves pròpies lletres.
El gener de 2015, després de ser contactat pel webzine, el DJ i presentador de ràdio Funkmaster Flex va revelar que s'havia contactat amb ell el 2013 per a una història sobre una aplicació digital que va fer en aquell moment, però va al·legar que la informació es va utilitzar per ajudar a llançar-se, l'aplicació "Magna Carta Samsung" per al llançament de l'àlbum homònim de Jay-Z. "Però em va bé amb això. Me'l vaig menjar. Tothom està aquí fora de pressa", va raonar Flex a Vibe.
El 2016, va signar un acord exclusiu de cinema i televisió de dos anys amb Weinstein Company i amb l'acord els ofereix opcions de primera vista per crear projectes de televisió i projectes cinematogràfics amb guió i sense guió, i aquests projectes estaven en obres. Com a part del seu tracte amb la companyia Weinstein, va produir una sèrie de documentals sobre la vida de Kalief Browder que va estar empresonat durant tres anys i es va suïcidar després del seu alliberament. També va abordar el perfil racial i la brutalitat policial d'una manera conscient.

## Altres empreses
Jay-Z també és copropietari del 40/40 Club, un bar esportiu de luxe que va començar a la ciutat de Nova York i des de llavors s'ha expandit a Atlantic City i Chicago. El 2008, el 40/40 Club de Las Vegas va ser tancat, després que l'assistència va disminuir constantment. El 2005, Jay-Z es va convertir en inversor de "Carol's Daughter", una línia de productes de bellesa, que inclou productes per al cabell, la pell i les mans.
El 2010, va anunciar plans per expandir la seva cadena de bars esportius 40/40 Club en fins a 20 aeroports, unint-se als seus socis comercials de Roc Nation, el marit i la dona Juan i Desiree Perez, en un acord amb Delaware North.
El 16 de novembre de 2010, Jay-Z va publicar un llibre de memòries titulat Decoded. Les memòries van ser cosignades per Dream Hampton.
"Parlux fragrances" va demandar a Jay-Z per 18 milions de dòlars pel fracàs de la seva colònia, "Gold". Afirmen que el fracàs de la colònia es deu al fet que Jay-Z no va fer publicacions a les xarxes socials i entrevistes sobre la colònia. Parlux afirma que preveía vendre 15 milions de dòlars el primer any, 35 milions de dòlars el segon i anys posteriors després del llançament. La fragància va vendre 14 milions de dòlars el primer any i 6,1 milions de dòlars el segon. Parlux va perdre diners en l'empresa i ha tingut rendiments constants d'inventari no venut.
Jay-Z va col·laborar amb Cohiba per llançar els seus propis cigars. L'agost de 2020, la Roc Nation de Jay-Z es va associar amb la Universitat de Long Island de Brooklyn per establir la "Roc Nation School of Music, Sports & Entertainment". El novembre de 2020, es va anunciar que Jay-Z s'uniria a "TPCO Holding Corp.", una empresa de productes de cànnabis de nova creació, en el paper de "Chief Visionary Officer".
El 5 de desembre de 2022, Jay-Z i Roc Nation van anunciar la seva associació amb "Caesars Entertainment" per construir i operar un casino a Times Square.

## Vida personal

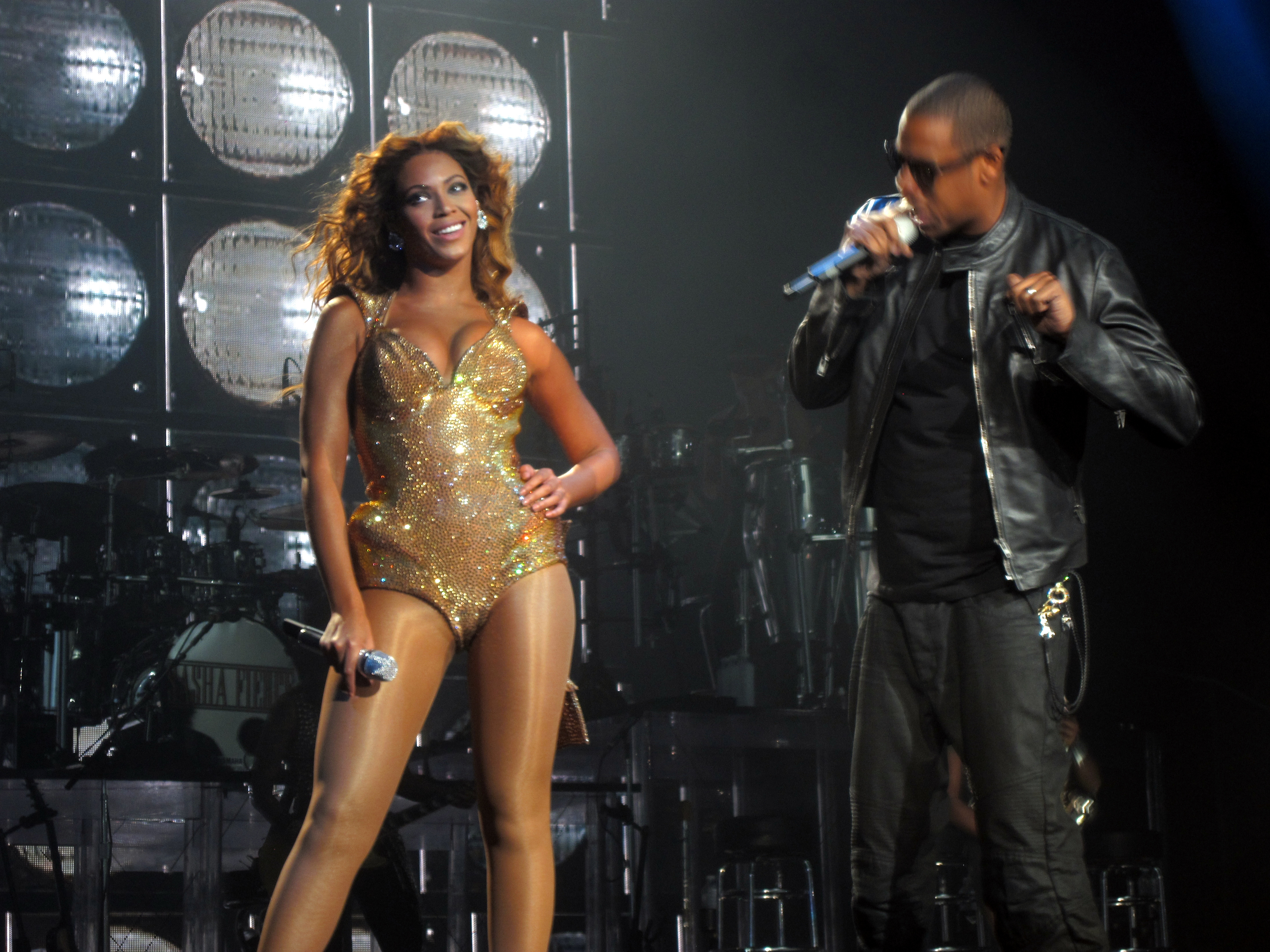
Jay-Z i Beyoncé actuant el novembre de 2009

El 2002, Jay-Z i la cantant Beyoncé van col·laborar en la cançó "'03 Bonnie & Clyde". També va aparèixer al senzill senzill de Beyoncé "Crazy in Love" així com a "That's How You Like It" del seu àlbum debut Dangerously in Love. En el seu segon disc, B'Day, va fer aparicions als èxits "Déjà Vu" i "Upgrade U". Al vídeo d'aquesta darrera cançó, ella imita còmicament la seva aparença. Van mantenir un perfil baix mentre es trobaven i es van casar el 4 d'abril de 2008. La seva relació es va convertir en una qüestió de registre públic el 22 d'abril de 2008, però Beyoncé no va estrenar públicament el seu anell de noces de 5 milions de dòlars dissenyat per Lorraine Schwartz fins al concert de Fashion Rocks el 5 de setembre de 2008. Viuen en una casa de 88 milions de dòlars al barri de Bel Air de Los Angeles. En general eviten parlar de la seva relació, i Beyoncé ha afirmat que creu que això els ha ajudat, mentre que Jay-Z va acceptar en un article de People que no "juguen amb [la seva] relació".
El 2006, Beyoncé i Jay-Z van ser catalogades com la parella més poderosa de les 100 persones més influents de la revista Time. El gener de 2009, Forbes els va classificar com la parella amb més guanys de Hollywood, amb un total combinat de 162 milions de dòlars. Van arribar al primer lloc de la llista l'any següent, amb un total combinat de 122 milions de dòlars entre juny de 2008 i juny de 2009.
La parella va comprar 27712 Pacific Coast Highway, una casa a Malibu, Califòrnia dissenyada per l'arquitecte Tadao Ando, per 200 milions de dòlars el 2023. Va establir un rècord per a la residència més cara venuda a Califòrnia.
Als MTV Video Music Awards de 2011, Beyoncé va revelar que estava embarassada del seu primer fill. La seva filla, Blue Ivy, va néixer al Lenox Hill Hospital de Nova York el 7 de gener de 2012. Jay-Z va publicar "Glory", una cançó dedicada al seu fill, a través del seu lloc web el 9 de gener de 2012. La cançó detallava les lluites d'embaràs de la parella, inclòs un avortament involuntari que havia patit Beyoncé. Com que els crits de Blue es van incloure al final de la cançó i es va acreditar oficialment a la cançó com a "B.I.C", es va convertir en la persona més jove (amb dos dies) a aparèixer en una llista de Billboard quan "Glory" va debutar al número 1. 74 sobre cançons populars de R&B/Hip-Hop.
El 18 de juny de 2017, el pare de Beyoncé, Mathew Knowles, va confirmar que havia donat a llum bessons amb Jay-Z, una filla anomenada Rumi i un fill anomenat Sir.

## Qüestions legals
L'1 de desembre de 1999, Jay-Z, que havia arribat a creure que l'executiu discogràfic Lance "Un" Rivera estava darrere del contrabande de Vol. 3..., suposadament el va apunyalar al Kit Kat Klub, un club nocturn desaparegut de Times Square, a la ciutat de Nova York, durant una festa de llançament de l'àlbum "Amplified de Q-Tip". Els associats de Jay-Z a la festa van ser acusats d'haver provocat una commoció dins del club, que Jay-Z suposadament va utilitzar com a coberta mentre clavava a Rivera a l'estómac amb una fulla de cinc polzades (127 mm). Es va lliurar a la policia l'endemà al vespre i va ser arrestat, tot i que aviat va ser alliberat amb una fiança de 50.000 dòlars. Quan va ser acusat al Tribunal Penal de Manhattan a finals de gener de 2000, es va declarar innocent; ell i els seus advocats van afirmar que tenien testimonis i cintes de vídeo que demostraven que no havia estat a prop de Rivera durant l'incident. No obstant això, més tard es va declarar culpable d'agressió en tercer grau i va acceptar una condemna de tres anys de llibertat condicional.

Més tard, Jay-Z va abordar el cas al seu llibre de 2010 Decoded:
Una nit vaig anar a la festa de llançament de l'àlbum en solitari de Q-Tip i, en algun moment de la nit, em vaig trobar amb el tipus que tothom m'havia dit que hi havia darrere del contrabandeig. Així que em vaig acostar a ell. Quan li vaig dir el que sospitava, per a la meva sorpresa, es va posar molt fort amb mi allà mateix al mig del club. Va ser estrany. Ens vam separar i vaig anar al bar. Estava assegut allà com: "No, merda, aquest nigga no..." Estava parlant amb la gent, però estava parlant amb mi mateix en veu alta, només en estat de xoc. Abans fins i tot d'adonar-me del que estava fent, vaig tornar cap a ell, però aquesta vegada m'estava desanimant de ira. El següent que vaig saber, tot l'infern s'havia desfermat al club. Aquella nit el noi va anar directament a la policia i em van acusar. […] No hi havia cap motiu per posar en perill la meva vida, i la vida de tots els que depenen de mi, per una pèrdua momentània de control. […] Vaig prometre que no em permetria mai més estar en una situació així.

## Filantropia

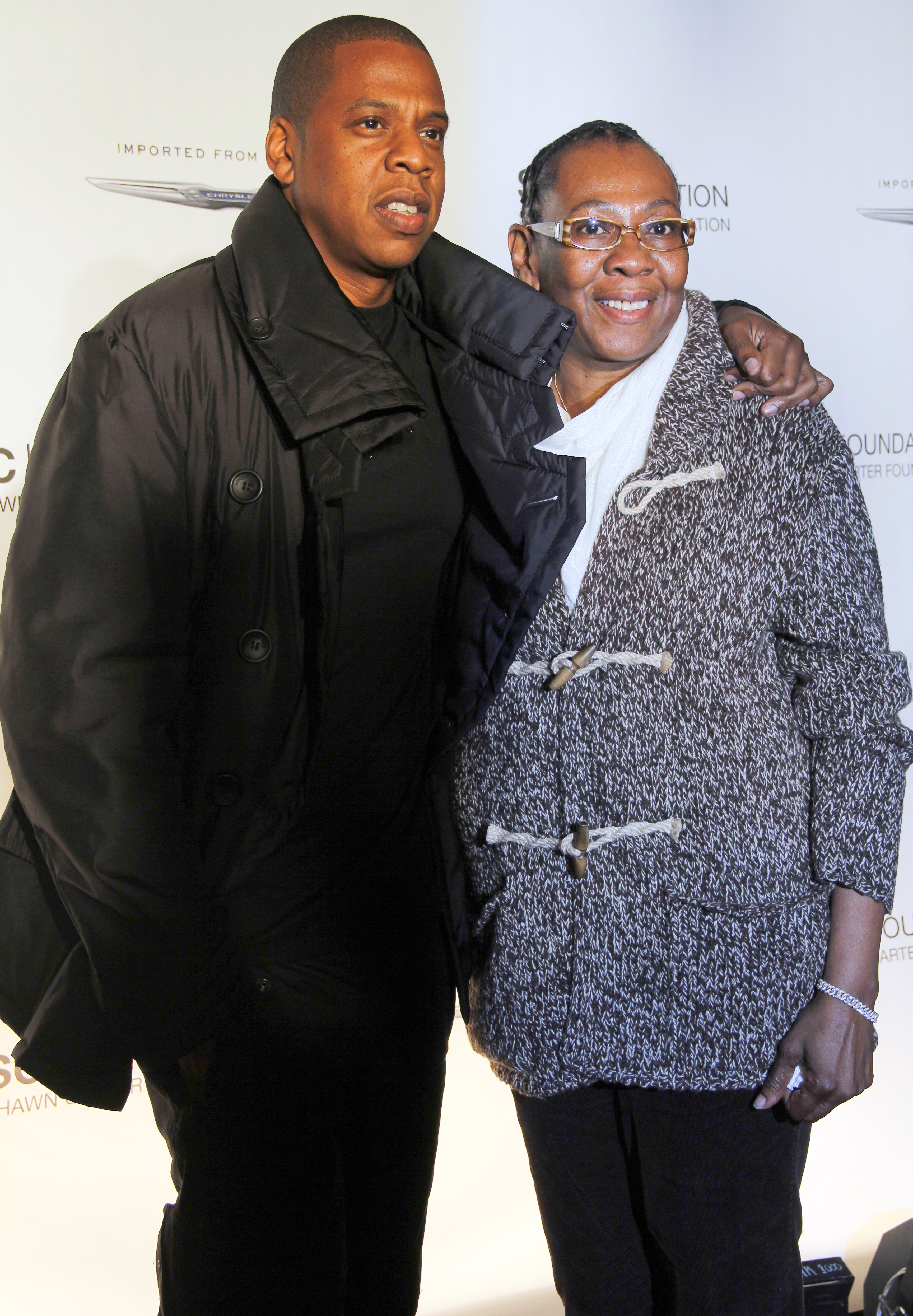
Jay-Z amb la seva mare

Durant la seva primera retirada de la música, [verificació fallida] Jay-Z es va involucrar en la filantropia. L'any 2003, juntament amb la seva mare, Jay-Z va fundar la Fundació Shawn Carter, que ajuda els estudiants elegibles que s'enfronten a dificultats socioeconòmiques a assistir i a passar la universitat. [223] L'agost de 2006, es va reunir amb Kofi Annan, aleshores secretari general de les Nacions Unides a la seu de l'organització a la ciutat de Nova York, on es va comprometre a utilitzar la seva propera gira mundial per conscienciar sobre l'escassetat mundial d'aigua, un repte que va saber seguir. una visita a l'Àfrica de Bono, el cantant principal d'U2. [224] L'esforç es va dur a terme en col·laboració amb l'ONU, [225] així com amb MTV, que va produir un documental titulat Diary of Jay-Z: Water for Life, emès per primera vegada el novembre de 2006. [226] Juntament amb Sean "Diddy" Combs, Jay-Z va comprometre 1 milió de dòlars a l'esforç de socors de la Creu Roja Americana després de l'huracà Katrina. [227] Jay-Z va donar suport a Kanye West després de l'esclat de West contra el president George W. Bush durant una teletó benèfica Katrina en directe. [228] També va abordar el desastre de Katrina i la resposta del govern federal a la seva cançó d'un vers "Minority Report". [229]
Jay-Z ha dit que "la millor forma de donar és d'anònim a anònim". El 2013, l'autor Dream Hampton, que va coescriure el llibre Decoded de Jay-Z, va revelar que Jay-Z havia establert un fons fiduciari per als fills de Sean Bell. [230]
Jay-Z va fer una donació per rescatar els manifestants arrestats durant l'activisme de 2015 contra la brutalitat policial. [231][232]
El març de 2020, Jay-Z va donar 1 milió de dòlars a través de la Fundació Shawn Carter per ajudar en els socors durant la pandèmia de la COVID-19 a Nova York. [233] L'abril de 2020, juntament amb Meek Mill, va donar més de 100.000 màscares facials a les presons dels Estats Units per ajudar a protegir els presos de la COVID-19. [234]

## Implicació política
El 2006, Jay-Z va aparèixer amb Russell Simmons en un anunci de servei públic que denunciava el racisme i l'antisemitisme, patrocinat per la Fundació per a l'Enteniment Ètnic. El 2008, Jay-Z va participar en les eleccions presidencials dels Estats Units de 2008, donant suport a una major participació dels votants. Va donar suport a la candidatura presidencial de 2008 de Barack Obama i va fer concerts per impulsar els votants finançats per la campanya dels demòcrates. També va conèixer Obama, que el juny de 2008 va dir:
"Cada vegada que parlo amb Jay-Z, que és un talent brillant i un bon noi, gaudeixo com pensa. És algú que començarà a ramificar-se i pot ajudar a modelar les actituds d'una manera real positiva."
Durant les eleccions de mig mandat de 2010, Jay-Z va aparèixer amb altres artistes en un anunci de HeadCount, instant els votants, especialment els més joves, a registrar-se i votar. El maig de 2012, Jay-Z va avalar el suport del president Obama al matrimoni entre persones del mateix sexe i va participar en la seva campanya de reelecció.
El músic i activista pels drets civils Harry Belafonte s'ha mostrat crític amb Jay-Z i Beyoncé en les seves posicions polítiques segures, dient que "han girat l'esquena a la responsabilitat social" També va expressar que el magnat del hip-hop probablement mai no ho hauria fet. va aparèixer en suport del matrimoni gai si el president Obama no hagués pres la iniciativa. Durant les eleccions de mig mandat de 2010, Jay-Z va aparèixer amb altres artistes en un anunci de HeadCount, instant els votants, especialment els més joves, a registrar-se i votar. El maig de 2012, Jay-Z va avalar el suport del president Obama al matrimoni entre persones del mateix sexe i va participar en la seva campanya de reelecció.

El músic i activista pels drets civils Harry Belafonte s'ha mostrat crític amb Jay-Z i Beyoncé en les seves posicions polítiques segures, dient que 
"han girat l'esquena a la responsabilitat social"
També va expressar que el magnat del hip-hop probablement mai no ho hauria fet. Si el president Obama no hagués pres la iniciativa, es va mostrar a favor del matrimoni gai.
A les eleccions presidencials dels Estats Units de 2016, Jay-Z i Beyoncé van aparèixer en un míting de Hillary Clinton a Cleveland. Clinton va elogiar Jay-Z per abordar el racisme, l'opressió i el sistema de justícia penal. Va descriure Donald Trump com un "superbac" i va condemnar els comentaris que va percebre com a racistes, però més tard va dir que la retòrica de Trump va obligar a la gent a unir-se i abordar qüestions difícils com els privilegis dels blancs.

## Discografia
Articles principals: discografia dels àlbums de Jay-Z, senzills i videografia-https://en.wikipedia.org/wiki/Jay-Z_albums_discography-https://en.wikipedia.org/wiki/Jay-Z_singles_discography-https://en.wikipedia.org/wiki/Jay-Z_videography:
Àlbums d'estudi
- Reasonable Doubt (1996)
- In My Lifetime, Vol. 1 (1997)
- Vol. 2... Hard Knock Life (1998)
- Vol. 3... Life and Times of S. Carter (1999)
- The Dynasty: Roc La Familia (2000)
- The Blueprint (2001)
- The Blueprint2: The Gift & the Curse (2002)
- The Black Album (2003)
- Kingdom Come (2006)
- American Gangster (2007)
- The Blueprint 3 (2009)
- Magna Carta Holy Grail (2013)
- 4:44 (2017)

Àlbums col·laboratius
- The Best of Both Worlds amb R. Kelly (2002)
- Unfinished Business amb R. Kelly (2004)
- Watch the Throne amb Kanye West (2011)
- Everything Is Love amb Beyoncé (i the Carters) (2018)

## Filmografia
- Streets Is Watching (1998)
- Backstage (2000)
- State Property (2002)
- Paper Soldiers (2002)
- Paid in Full (2002, productor)
- Fade to Black (2004)
- The Great Gatsby (2013, productor executiu)
- Made in America (2013, documental)
- Annie (2014, productor)
- Rest in Power: The Trayvon Martin Story (2018, productor executiu)
- Teddy (2023, productor executiu)

## Títol
- Reasonable Doubt Tour (1996)
- Hard Knock Life Tour (1999)[214]
- Blueprint Lounge Tour (2001)[215]
- Hangar Tour (2006)
- American Gangster Live (2007)
- Jay-Z Fall Tour/Blueprint 3 Tour (2009–2010)
- Magna Carter World Tour (2013–14)
- 4:44 Tour (2017)

## Co-capçalera
- Rock the Mic (with 50 Cent) (2003)[216]
- Best of Both Worlds Tour. curt|(amb R. Kelly) (2004)
- Heart of the City Tour. curt|(amb Mary J. Blige) (2008)
- Jay-Z & Ciara Live. curt|(amb Ciara) (2009)
- The Home & Home Tour. curt|(amb Eminem) (2010)
- Watch the Throne Tour. curt|(amb Kanye West) (2011–12)
- Legends of the Summer Stadium Tour. curt|(amb Justin Timberlake) (2013)
- On the Run Tour. curt|(amb Beyoncé) (2014)
- On the Run II Tour. curt|(amb Beyoncé) (2018)

## Suport
- No Way Out Tour. small|(amb Puff Daddy & Bad Boy Records) (1997)[217]
- Projekt Revolution 2008 Europe. curt|(amb Linkin Park) (2008)
- Viva la Vida Tour. small|(curt Coldplay) (2008)[218]
- U2 360° Tour. curt|(amb U2) (2009–11)

## Premis i nominacions
Principal|Llista de premis i nominacions rebuts per Jay-Z}}
El 2006, va ser instituït com el Sarkin Waka de Kwara, un cacicat nigerià del poble Fulbe, per Alhaji Ibrahim Kolapo Sulu Gambari, l'emir de l'Emirat d'Ilorin a Nigèria.